# FK Komovi
FK Komovi (crnogorski: ФК Комови) nogometni je klub iz Andrijevice, Crna Gora.

U sezoni 2022./23. natjecao se u sjevernoj skupini Treće crnogorske nogometne lige.

## O klubu
Klub je osnovan 1934. godine kao FK Radnik. Prije Drugog svjetskog rata igrao je samo neslužbene utakmice.

Godine 1946. klub je ponovo osnovan i nazvan FK Komovi po istoimenoj planini. Do 1970-ih sudjelovao je u regionalnom natjecanju (četvrti rang), a prvi uspjeh postigao je u sezoni 1975./76. u kojoj je po prvi put u povijesti osvohio naslov prvaka Regiomalne lige Crne Gore. Time je izborio plasman u Crnogorsku republičku ligu. U Republičkoj ligi proveli su samo jednu sezonu.
Godine 1996. nakon teške borbe sa susjednim FK Jezero, Komovi je još jednom bio prvak Regionalne lige. Posljednja ovosezonska utakmica između FK Jezero i FK Komovi u Plavu ostala je zapamćena po brojnim incidentima, praćenim brojnim ozlijeđenim gledateljima i igračima domaće momčadi.
Ovoga puta Komovi ju dvije uzastopne sezone igrao u Crnogorskoj republičkoj ligi. Nakon 13. mjesta u sezoni 1997./98. igrao je doigravanje za ispadanje protiv FK Cetinje, ali nije uspio (1:0 i 0:2). Tada je klub posljednji put igrali u višem rangu.
Nakon osamostaljenja Crne Gore klub je zaigrao u crnogorske Treće lige − Sjever.
Dva put je osvojio Kup Sjeverne regije (2006. i 2018.), stoga je dva puta igrao u prvom kolu Kupa Crne Gore. Prvi put, u sezoni 2006./07., Komovi je eliminirao FK Prvijenac s 1:0. Ispao je u osmini finala od drugoligaške Zore (1:5 i 0:0). U kupu je u sezoni 2018./19. ispao u prvom kolu od Zete (0:6). To je bio jedini put da je neki crnogorski prvoligaš gostovao u Andrijevicima.

## Uspjesi

### U Jugoslaviji (do 2006.)
- Regionalna liga (sjeverna skupina)
  - Prvak (2): 1975./76., 1995./96.

### U Crnoj Gori (od 2006.)
- Kup Sjeverne regije
  - Osvajač (3): 2006., 2018., 2019.

## Vanjske poveznice
- Profil na srbijasport.net